# Alfred Ely Beach
Alfred Ely Beach (ur. 1 września 1826 r. w Springfield, zm. 1 stycznia 1896 r.vw Nowym Jorku) – wydawca i inżynier ze Stanów Zjednoczonych.

## Życiorys
Urodził się 1 września 1826 r. w Springfield w Massachusetts. Uczęszczał do Monson Academy. W czasie pobierania edukacji jego ojcec Moses Yale Beach zakupił gazetę New York Sun, a młody Alfred Beach zaczął uczyć się dziennikarstwa u boku ojca, a w 1845 r. został wspólnikiem w firmie wydającej gazetę. W następnym roku przystąpił do organizacji Munn & Company, którą tworzyli Orson D. Munn i Salem H. Wales. W nowej firmie zakupili założony pół roku wcześniej magazyn Scientific American, który rozwijali przez lata. Beach odziedziczył po ojcu zainteresowanie wynalazczością, w związku z czym konstruował własne wynalazki i doradzał innym wynalazcom. W 1847 r. występował o swój pierwszy patent – na maszynę do pisania, a w 1853 r. zaprezentował zmodyfikowaną wersję, która służyła do tworzenia tekstów dla niewidomych.
Był twórcą demonstracyjnej linii kolei pneumatycznej w Nowym Jorku, która funkcjonowała w latach 1870–1873, i miała posłużyć do budowy komunikacji podziemnej w Nowym Jorku. Doświadczenia z eksploatacji tej linii posłużyły do budowy nowojorskiej sieci poczty pneumatycznej, która była używana do 1953 r.
Zmarł 1 stycznia 1896 r. w Nowym Jorku.